# Isla Watkins (Antártida)
La isla Watkins es una isla baja cubierta por el hielo en la Antártida, de unas 5 millas de largo por unas 3 millas de ancho. Se ubica a 66°22′S 67°05′O / -66.367, -67.083 al suroeste de la isla Lavoisier en el archipiélago de las islas Biscoe. 
El primer mapa de la isla Watkins fue trazado por la Expedición Francesa Antártica bajo la dirección de Jean-Baptiste Charcot, de 1903-1905 y de 1908-1910, pero dejada sin nombre hasta que fue renombrada por la Expedición Británica a la Tierra de Graham bajo la dirección de Rymill, 1934-1937. Se la nombró en principio como isla Mikkelsen en honor al explorador ártico danés Ejnar Mikkelsen, pero ya existían unas islas Mikkelsen a 75 millas al sudoeste, llamados por Charcot en 1908-1910.
El refugio Puerto Mikkelsen fue inaugurado por la Armada Argentina 10 de diciembre de 1954, tomando luego el nombre de Refugio Naval Capitán Caillet-Bois. El Refugio Naval Capitán Estivariz fue inaugurado el 29 de febrero de 1956, también argentino.

## Reclamaciones territoriales
Argentina incluye a la isla en el departamento Antártida Argentina dentro de la provincia de Tierra del Fuego, Antártida e Islas del Atlántico Sur; para Chile forma parte de la comuna Antártica de la provincia Antártica Chilena dentro de la Región de Magallanes y de la Antártica Chilena; y para el Reino Unido integra el Territorio Antártico Británico. Las tres reclamaciones están sujetas a los términos del Tratado Antártico.
Nomenclatura de los países reclamantes: 
- Argentina: isla Watkins
- Chile: isla Watkins
- Reino Unido: Watkins Island